# Jede
Jede AB är ett företag som ägnar sig åt kaffeautomater. Företaget grundades 1969 i Mariestad där företagets huvudkontor idag ligger.
Jede ingår i Nestlékoncernen, världens största livsmedelsföretag. I Sverige ingår förutom Jede även Kaffeknappen, Zoégas och Hemglass i Nestlékoncernen.
I Sverige säljer Jede sina produkter genom cirka trettio återförsäljare samt fem egna filialer. Jedes kunder är främst små och medelstora företag. Totalt serveras ca 2 miljoner koppar per dag med Jedes drycker.